# Euptychia gibsoni
Euptychia gibsoni är en fjärilsart som beskrevs av Hayward 1962. Euptychia gibsoni ingår i släktet Euptychia och familjen praktfjärilar. Inga underarter finns listade i Catalogue of Life.